# Linopyrga rugata
Linopyrga rugata är en snäckart. Linopyrga rugata ingår i släktet Linopyrga och familjen Pyramidellidae.

## Underarter
Arten delas in i följande underarter:
- L. r. parva
- L. r. rugata